# Список объектов всемирного наследия ЮНЕСКО в Никарагуа
В спи́ске объе́ктов Всеми́рного насле́дия ЮНЕ́СКО в Никара́гуа значатся 2 наименования (на 2014 год), это составляет 0,2 % от общего числа (1248 на 2025 год). Оба объекта включены в список по культурным критериям.
Кроме этого, по состоянию на 2014 год, 5 объектов на территории государства находятся в числе кандидатов на включение в список всемирного наследия, в том числе 3 — по природным и 2 — по смешанным критериям.
Никарагуа ратифицировала Конвенцию об охране всемирного культурного и природного наследия 17 декабря 1979 года. Первый объект на территории Никарагуа был занесён в список в 2000 году на 24-й сессии Комитета всемирного наследия ЮНЕСКО.

## Список
Объекты расположены в порядке их добавления в список всемирного наследия. Если объекты добавлены одновременно, то есть на одной сессии Комитета всемирного наследия ЮНЕСКО, то объекты располагаются по номерам.
| # | Изображение | Название                                                          | Местоположение   | Время создания    | Год внесения в список | №    | Критерии |
| - | ----------- | ----------------------------------------------------------------- | ---------------- | ----------------- | --------------------- | ---- | -------- |
| 1 |             | Руины города Леон-Вьехо (Старый Леон) (исп. Ruinas de León Viejo) | Департамент Леон | 1524              | 2000                  | 613  | iii, iv  |
| 2 |             | Леонский собор (исп. La catedral de León)                         | Департамент Леон | XVII — XVIII века | 2011                  | 1236 | ii, iv   |

## Предварительный список
В таблице объекты расположены в порядке их добавления в предварительный список.
| # | Изображение | Название                                                                             | Местоположение                                                                 | Время создания | Год внесения в предварительный список | №    | Критерии |
| - | ----------- | ------------------------------------------------------------------------------------ | ------------------------------------------------------------------------------ | -------------- | ------------------------------------- | ---- | -------- |
| 1 |             | Крепость Непорочного Зачатия (исп. Castillo de la Inmaculada Concepción)             | Департамент Сан-Хуан                                                           | 1673           | 1995                                  | 484  |          |
| 2 |             | Заповедник Острова Мискитос (исп. Reserva natural de los Cayos Miskitos)             | Атлантический Северный автономный регион                                       | —              | 1995                                  | 485  |          |
| 3 |             | Заповедник Босавас (исп. Reserva natural de Bosawás)                                 | Атлантический Северный автономный регион, департаменты Хинотега, Нуэва-Сеговия | —              | 1995                                  | 486  |          |
| 4 |             | Национальный парк Волкан-Масая (исп. Parque Nacional del Volcán Masaya)              | Департамент Масая                                                              | —              | 1995                                  | 487  |          |
| 5 |             | Город Гранада и его природная среда (исп. La Ciudad de Granada y su entorno natural) | Департамент Гранада                                                            | 1524           | 2003                                  | 1819 |          |